# Call Me What You Like
Call Me What You Like – piosenka zrealizowana i uznawana jako pierwszy singel brytyjskiej grupy rockowej Keane.
Sprzedaż utworu została ograniczona do 500 kopii, które zostały sprzedane przy pośrednictwie Zoomorphic. Single były sprzedawane w pubach, podczas koncertów promujących Keane. Powtórne nagranie zostało dołączone do kolejnego utworu – „Wolf at the Door”.
Za datę wydania uznaje się 31 stycznia 2000 roku.
W 2008 roku Annie Lennox nagrała własną wersję jednej z piosenek zawartych na singlu, „Closer Now”, i nadała jej nowy tytuł – „Pattern of My Life”. Jej cover znalazł się na płycie The Annie Lennox Collection.

## Lista utworów
1. „Call Me What You Like”
2. „Rubbernecking”
3. „Closer Now”

## Twórcy
- Tom Chaplin – jemu jest przyznawane główne autorstwo.
- Tim Rice-Oxley
- Richard Hughes
- Dominic Scott

## Informacje techniczne
| Utwór                   | Długość | Tempo | Klawisz | '?               | Gatunek           |
| "Call Me What You Like" | 5:21    | 93bpm | Cm (Do) | 4/4 na 8 uderzeń | Rock alternatywny |
| "Rubbernecking"         | 5:57    | 65bpm | Bb (Si) | 4/4 na 8 uderzeń | Rock alternatywny |
| "Closer Now"            | 4:57    | 92bpm | E (Mi)  | 4/4 na 8 uderzeń | Rock alternatywny |
| "Closer Now" (Demo)     | 4:08    | 90bpm | E (Mi)  | 4/4 na 8 uderzeń | Ballada           |